# Любомирськ
Любоми́рськ — проміжна залізнична станція Рівненської дирекції Львівської залізниці.
Розташована у селі Нова Любомирка Рівненського району Рівненської області на лінії Рівне — Сарни між станціями Решуцьк (10 км) та Костопіль (13 км).

## Історія
Станцію було відкрито 2(14) серпня 1885 року при відкритті руху на залізниці Рівне — Сарни — Лунинець. Із моменту відкриття використовується нинішня назва.
Зупиняються лише приміські дизель-потяги.